# Amanu
Amanui is een atol dat onderdeel is van de Tuamotueilanden in Frans-Polynesië. Het dichtst bijzijnde atol is Hao, dat 19 km zuidelijker ligt. Amanui ligt 875 km van Tahiti. Amanui valt bestuurlijk onder het eiland Hao.

## Geografie
Het atol is ovaalvormig met een lengte van 32 km, de breedte van 10 km. De lagune heeft een oppervlakte van 9,7 km². Het atol ontstond rond de top van een vulkaan die 43,7 tot 45,9 miljoen jaar geleden 3360 m oprees vanaf de zeebodem.

## Geschiedenis
Mogelijk is dit eiland al waargenomen door Ferdinand Magellaan in januari 1521. Dat zou dan de eerste Europeaan zijn die het eiland passeerde. Daarna zijn er nog meer slecht gedocumenteerde vermeldingen uit de zestiende en de zeventiende eeuw. Onbetwist is de vermelding door de Spaanse zeevaarder José de Andía y Varela op 1 november 1774.
In de tweede helft van de negentiende eeuw werd het eiland Frans bezit, er woonden toen ongeveer 100 personen. Tijdens de totale zonsverduistering van 11 juli 2010 lag het eiland dicht bij het punt van de maximale totaliteit (duur verduistering 4 min en 11 s).

## Ecologie
Op het eiland komen 38 vogelsoorten voor waaronder zes soorten van de Rode Lijst van de IUCN waaronder het phoenixstormvogel (Pterodroma alba) en de endemische tuamotujufferduif (Ptilinopus coralensis) en tuamotukarekiet (Acrocephalus atyphus).